# Markgräfler Wiiwegli
Das Markgräfler Wiiwegli (Markgräfler Weinweglein) ist ein etwa 92 Kilometer langer Fernwanderweg in fünf Etappen durch das Markgräflerland. Das Wiiwegli bildet neben dem Ortenauer Weinpfad zu Beginn und dem darauf folgenden Breisgauer Weinweg den südlichen Abschluss einer Kette von insgesamt drei Weinwegen durch Südbaden.
Das meist auf der ersten Hälfte am westlichen Rand des Schwarzwaldes verlaufende Wiiwegli beginnt in Freiburg (St. Georgen), orientiert sich später etwas weiter westlich am Rhein und endet in Grenzach-Wyhlen.
Der Weg ist charakterisiert durch meist hügelige Weinlandschaften, im Wechsel mit Waldgebieten, Wiesen, Reben und Landwirtschaft.

## Geschichte

Historisches Wegschild in Weil am Rhein mit alter Kilometrierung

Die erste Erwähnung des Wiiweglis war im Jahre 1976 durch den Weiler Schwarzwaldverein. Der Weg führte zunächst von Weil am Rhein nach Schliengen, später wurde er nach Staufen und letztendlich weiter nach Freiburg verlängert. Im Jahre 2004 wurde der Wegverlauf des Wiiweglis bedingt durch den Bau des Katzenbergtunnels und der Baustelle am Südportal bei Efringen-Kirchen geändert. Ursprünglich verlief der Weg von der Römerstraße am Katzenberghang hinunter nach Efringen-Kirchen hinein und von dort weiter in Richtung Etzelbrücke. Nach der Verlegung verbleibt der Weg oberhalb am Hang und setzt sich zunächst weiter östlich in Richtung der Britschenhöfe fort, um erst dann von dort zur Etzelbrücke zu führen. Diese Verlegung und weitere Modifikationen der Strecke erklären auch die kürzere, historische Wegdistanz.
Im Jahr 2016 wurde das Wiiwegli an seinem Südende verlängert bis Grenzach-Wyhlen.

## Kurzbeschreibung
Das Markgräfler Wiiwegli beginnt in Freiburg (St. Georgen) und führt u. a. durch und entlang der Dörfer und Städte Ebringen, Kirchhofen/Ehrenstetten, Staufen, Grunern, Ballrechten, Sulzburg, Muggardt, Müllheim, Auggen, Schliengen, Bad Bellingen, Blansingen, Huttingen, Fischingen, Binzen, Ötlingen, Weil am Rhein, Riehen in der Schweiz und nach Grenzach-Wyhlen.
Entlang der Wanderung sind u. a. sehenswert:
- Panorama vom Batzenberg,
- Aussicht mit Kapelle und die Steinzeithöhlen am Ölberg bei Ehrenstetten,
- Lourdes-Grotte bei Ehrenstetten,
- Ruine und Blick von der Burg Staufen,
- das mittelalterliche Städtchen Staufen,
- Aussicht vom Castellberg,
- ehemalige Synagoge in Sulzburg,
- Blick vom Römerberg bei Niederweiler auf Badenweiler und den Blauen (auch Hochblauen),
- Jägerdenkmal und alte Linde auf dem Luginsland bei Müllheim mit Panorama,
- Kapelle Maria Hügel bei Bamlach,
- Stationenweg auf der Römerstraße bei Bamlach,
- Aussicht am Huttinger Kreuz,
- Café Inka in Ötlingen,
- Panoramaweg am Tüllinger Berg.

## Verlauf
| Etappe | Start      | Ziel          | Strecke (km) | Gehzeit (h) | Schwierigkeit |
| ------ | ---------- | ------------- | ------------ | ----------- | ------------- |
| 1      | Freiburg   | Staufen       | 21,5         | 5–6         | leicht        |
| 2      | Staufen    | Müllheim      | 18,5         | 5           | leicht/mittel |
| 3      | Müllheim   | Blansingen    | 20,1         | 5           | leicht        |
| 4      | Blansingen | Weil am Rhein | 20,8         | 5–6         | leicht        |

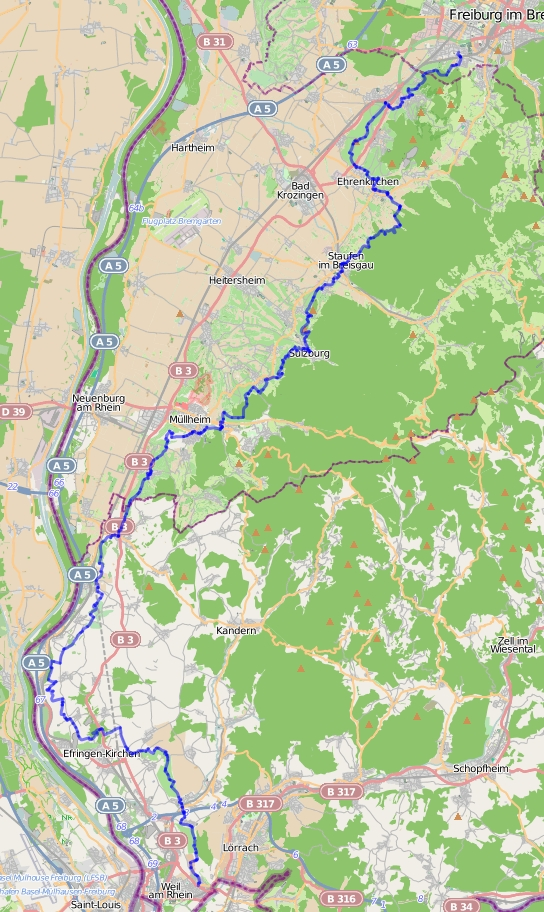
Karte mit Wegverlauf des Wiiweglis

Die vom Schwarzwaldverein angebrachte Beschilderung erfolgt an Wegkreuzungen und zwischen den Abschnitten durch ein Wegzeichen mit einem Symbol einer gelben Weintraube auf roter Raute. Eine Wanderkarte wird empfohlen, da der Streckenverlauf nicht immer ganz eindeutig ist. Die Etappen können aufgrund der kurzen Entfernungen zwischen den Dörfern individuell variiert werden und sind in beiden Richtungen erwanderbar.
Alle Höhenangaben liegen in Normalhöhennull vor.
Die beste Jahreszeit zur Wanderung ist von Frühling bis Herbst. Da das Wiiwegli in einer der wärmsten Regionen Deutschlands liegt und meistens nicht durch schattige Wälder führt, kann es im Sommer sehr heiß werden.

## Tagestouren/Etappen

### Erste Etappe: Freiburg – Staufen

#### Übersicht

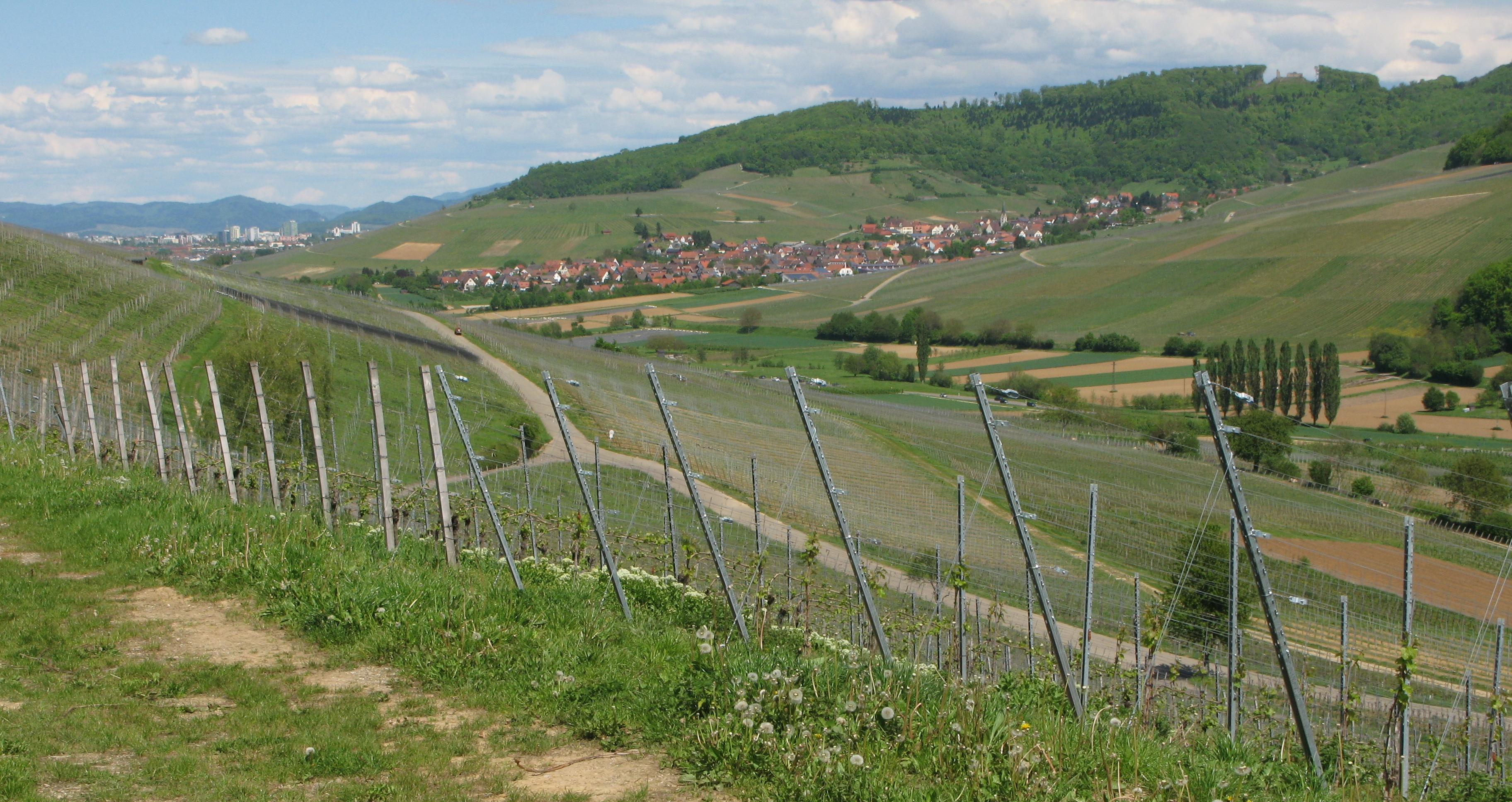
Weinberge vom Batzenberg aus gesehen mit dem Schneckental, Ebringen und
Freiburg im Hintergrund

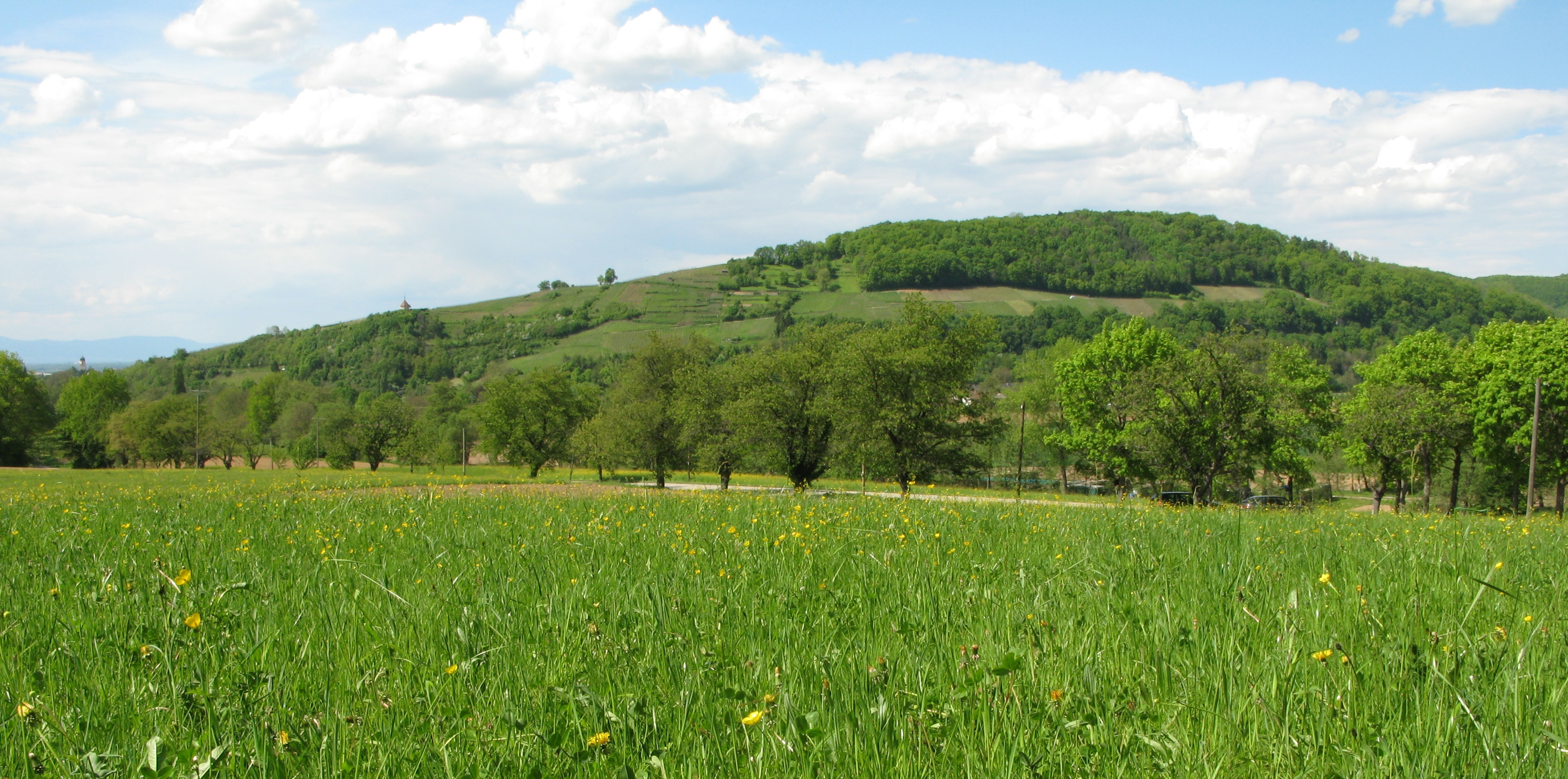
Landschaft bei Ehrenstetten mit dem Ölberg

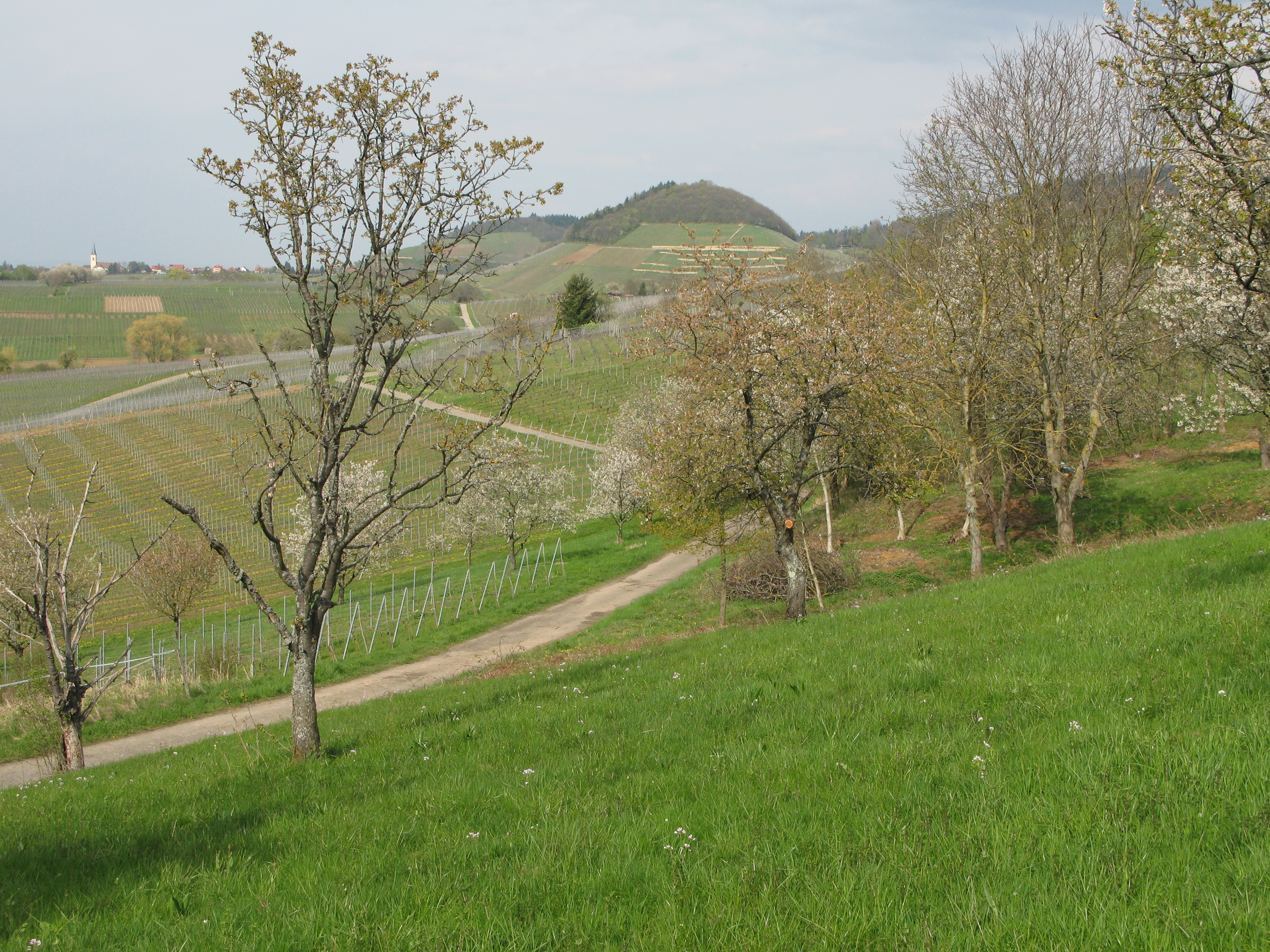
Typische Landschaft auf der zweiten Etappe mit dem Castellberg im Hintergrund

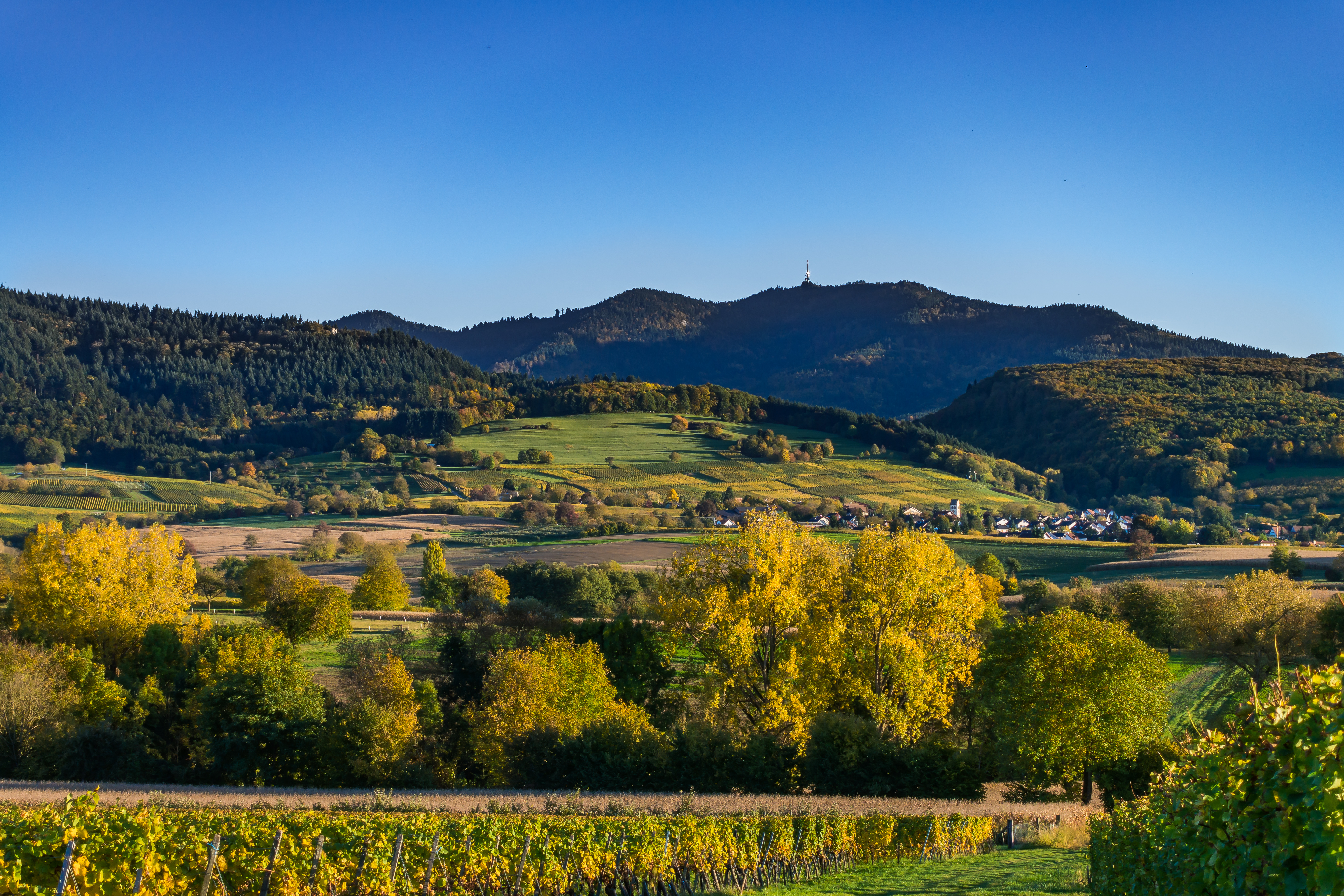
Blick auf Britzingen unterhalb des Wiiwegli

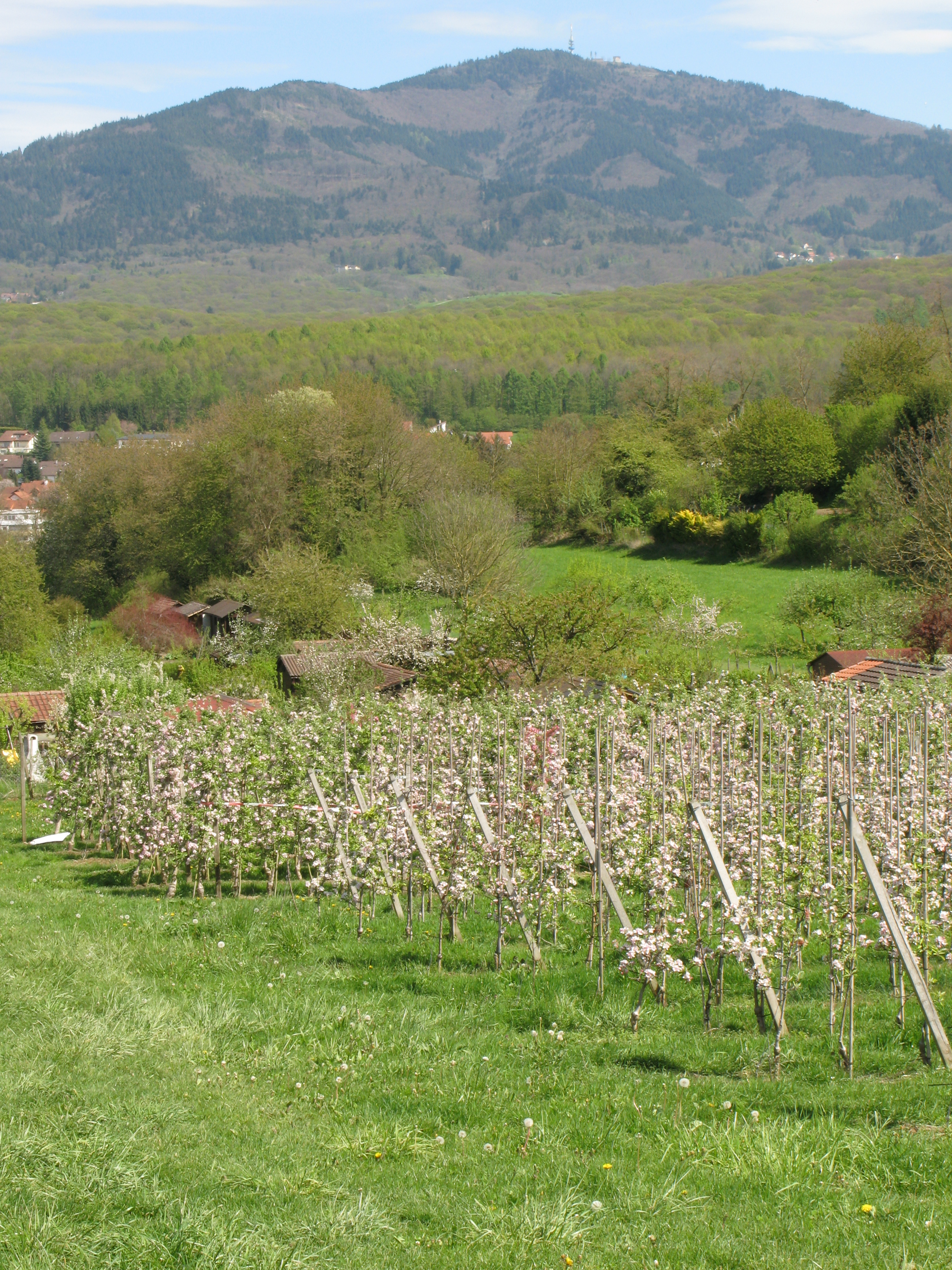
Der Blauen gesehen vom Luginsland bei Müllheim

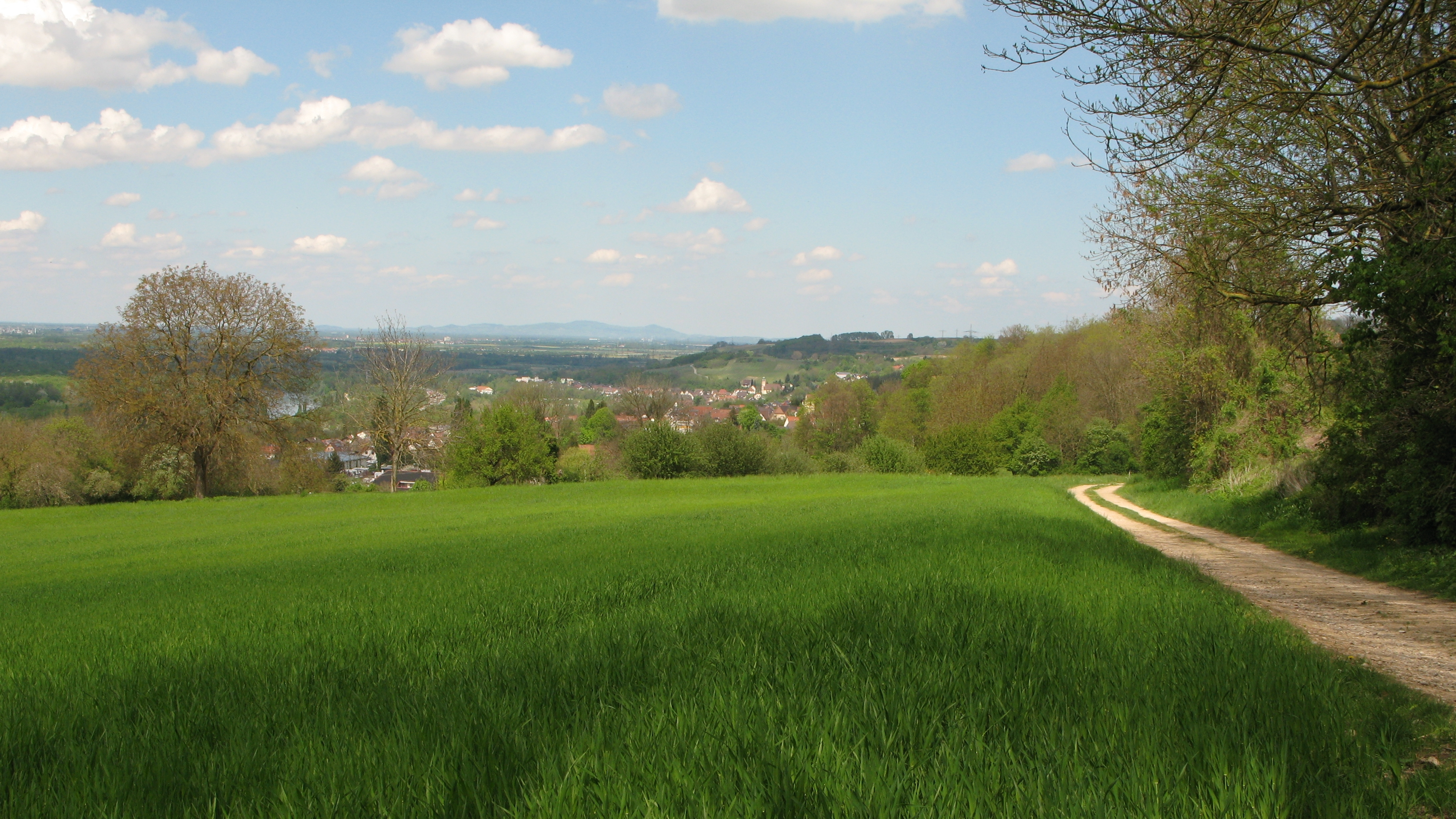
Landschaft bei Bad Bellingen mit dem Rhein und dem Kaiserstuhl im Hintergrund

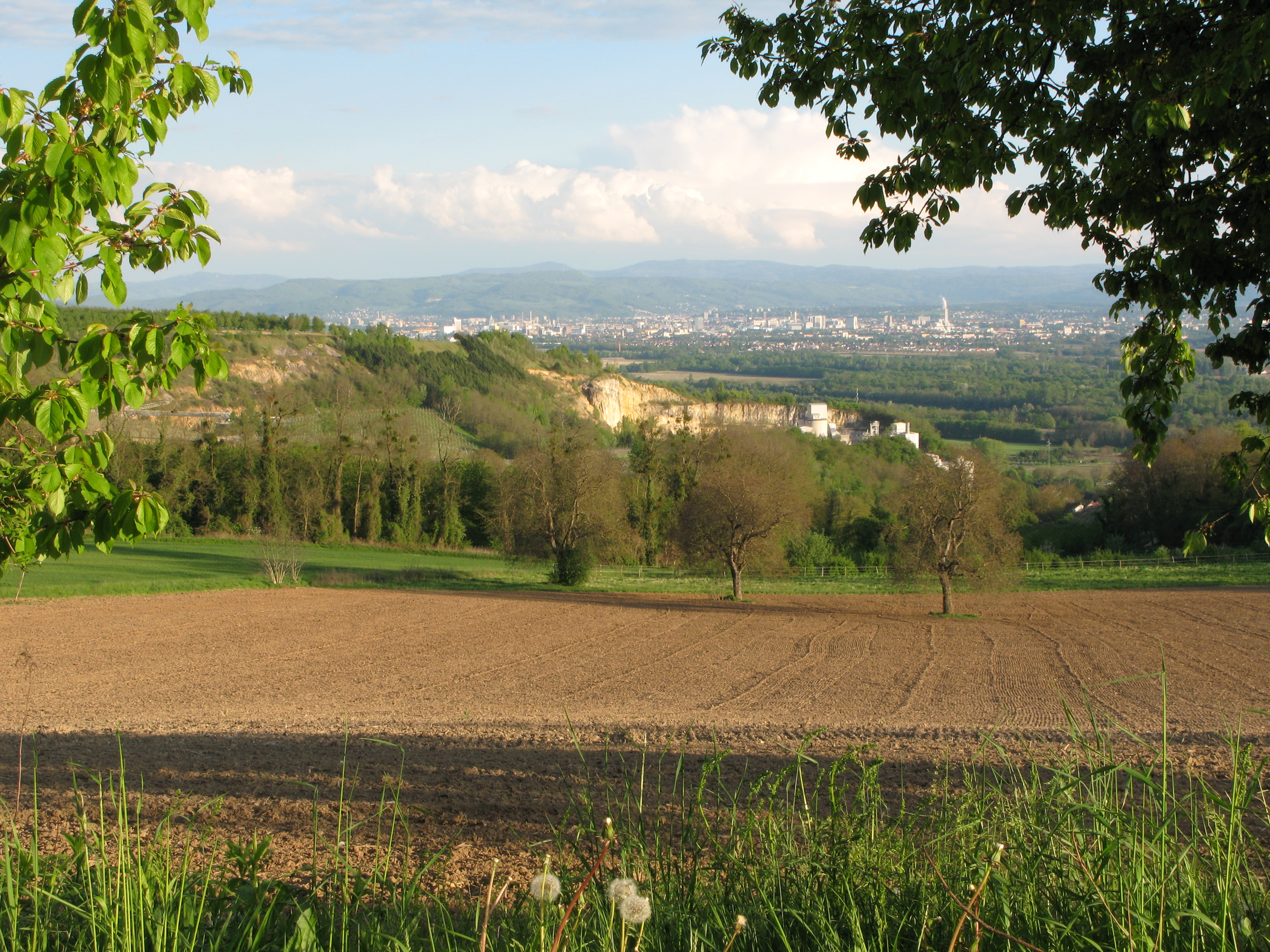
Sicht auf Basel und dem Isteiner Klotz bei Huttingen

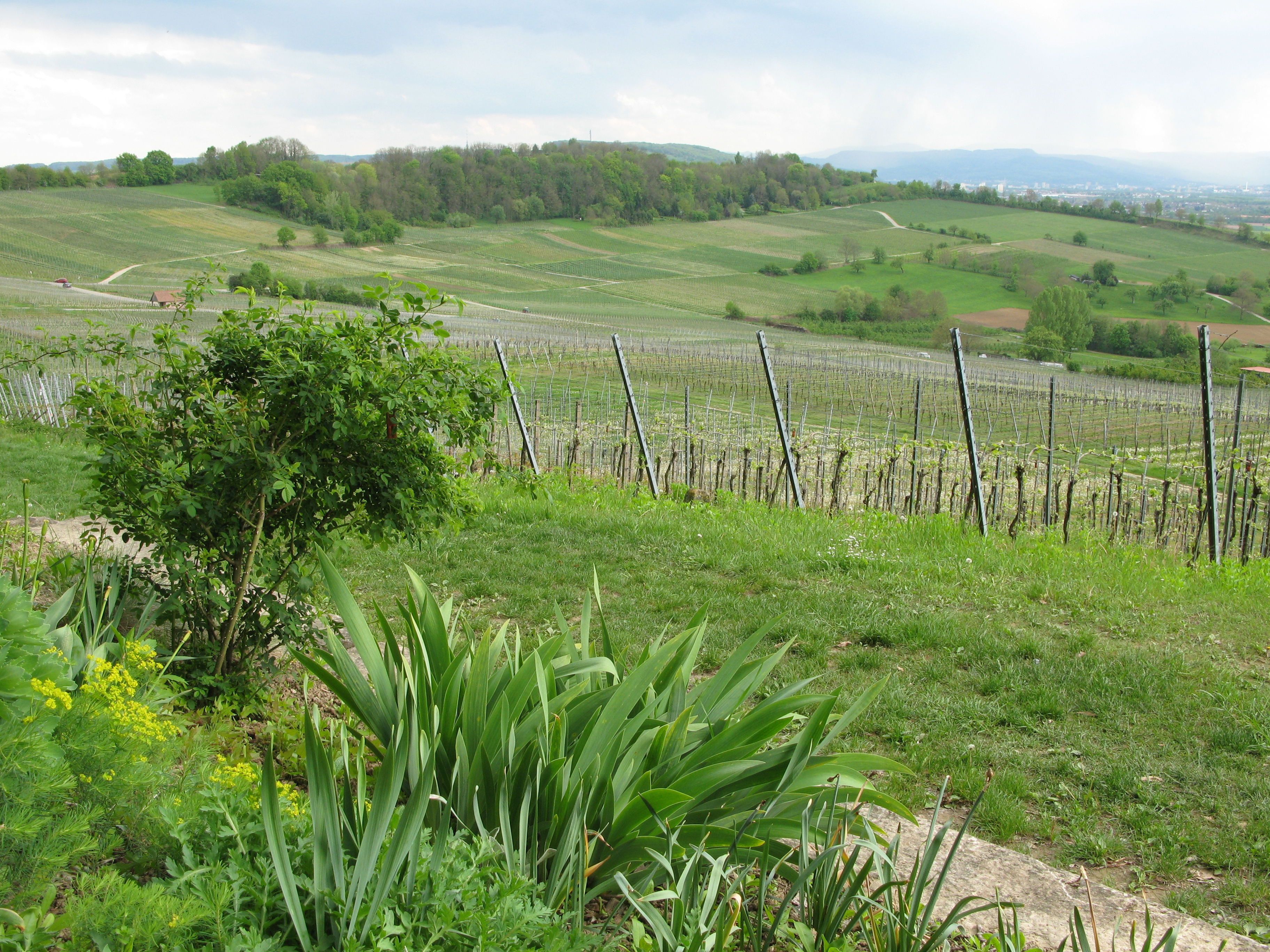
Landschaft am Läufelberg bei Fischingen

- Distanz: ca. 21,5 km
- Gehzeit: 5 bis 6 Stunden
- Schwierigkeit: leicht

| Ort/Sehenswürdigkeit        | Strecke (km) | Höhe (m ü. NHN) | Weitere Informationen                              |
| --------------------------- | ------------ | --------------- | -------------------------------------------------- |
| Freiburg (St. Georgen)      | 0,0          | 258             | Bushaltestelle                                     |
| Sängerruhe                  | 1,7          | 361             | Schutzhütte und Denkmal liegen 200 m unterhalb     |
| Naturschutzgebiet Vogelsang | 1,5          | 338             |                                                    |
| Ebringen                    | 2,4          | 250             | Kapellenstraße mit Bushaltestelle Bahnhof in 400 m |
| Batzenberg                  | 3,1          | 309             | Umsetzer                                           |
| Batzenberg                  | 1,1          | 328             | Reblausdenkmal                                     |
| Kirchhofen                  | 1,7          | 256             | Ortseingang Bushaltestelle in ca. 200 m            |
| Ehrenstetten                | 2,2          | 265             | Bushaltestelle                                     |
| Bei der Lourdes-Grotte      | 1,9          | 290             | Abzweigung Bettlerpfad                             |
| Breitwasen                  | 0,7          | 302             | Abzweigung historischer Bettlerpfad                |
| Wolfsberggraben             | 2,2          | 321             | Abzweigung historischer Bettlerpfad                |
| St. Gotthardhof             | 1,4          | 350             | Kapelle St. Gotthardhof und Gasthof                |
| Staufen                     | 1,6          | 286             | Rathausplatz Bahnhof in 500 m                      |

#### Wegbeschreibung
Die erste Etappe des Wiiweglis beginnt in Freiburg (St. Georgen) in der Schneeburgstraße  (Lage). Nach der Unterführung der Rheintalbahn führt der Weg etwas steiler hoch in einen Mischwald des Schönbergs zur Sängerruhe. Am Waldrand trifft der Weg auf eine Schutzhütte und ein Kriegsdenkmal. Auf der Strecke zum Naturschutzgebiet Vogelsang ergibt sich ein Panorama in die Rheinebene nach Freiburg, zum Tuniberg, Kaiserstuhl und bei guter Sicht bis hin zu den Vogesen. Am Ebringener Bohl steht oberhalb am Waldrand ein Schlachtenkreuz (Lage). Dieses erinnert an die Kämpfe am Bohl während des Dreißigjährigen Krieges. Das erste Weindorf auf dieser Etappe ist Ebringen und liegt abwärts hindurch durch Weinreben.
Der Weg zum Batzenberg führt nach der Ortsdurchquerung über den Dürrenberg in Richtung Schallstadt über eine Brücke, die die Landesstraße 125 überspannt. Das Wiiwegli zweigt bei einem alten Wasserwerk Wolfenweilers nach links ab und führt gerade hoch zum Batzenberg. Am Umsetzer geht es zunächst noch für ein kurzes Stück ein wenig abwärts (Blick in das Schneckental und mit dem darin liegenden Pfaffenweiler), ehe das Reblausdenkmal (Lage) oben auf dem Batzenberg erreicht wird. Ein Panorama lockt vom Denkmal auf die Rheinebene mit dem Kaiserstuhl, die Vogesen und auf den Südschwarzwald. Der Abstieg nach Pfaffenweiler erfolgt rechts am Denkmal vorbei (Sicht auf Bad Krozingen), dabei wird die von Pfaffenweiler kommende L 125 zum zweiten Mal über eine Brücke überquert.

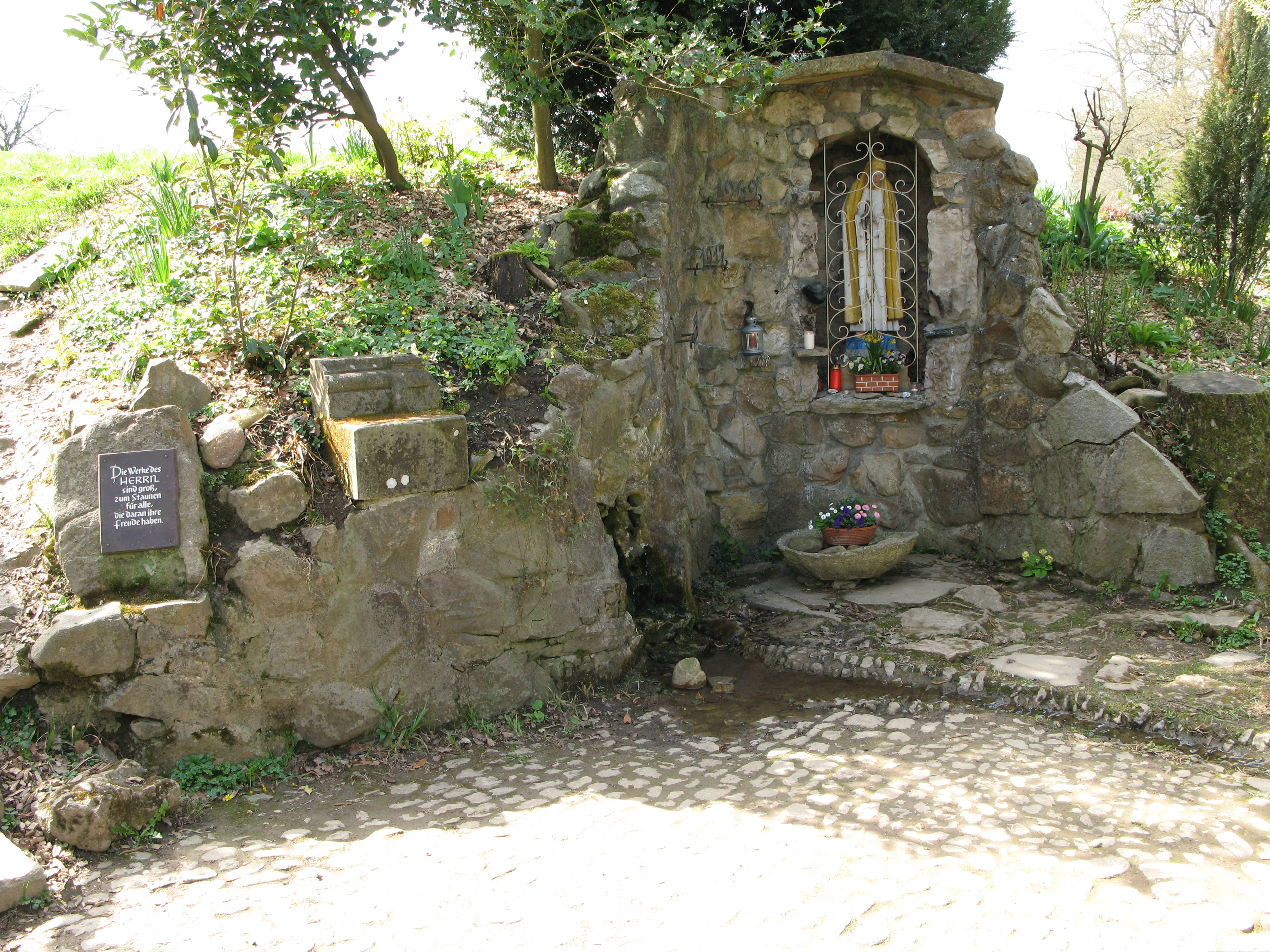
Lourdes Grotte bei Ehrenstetten

Kirchhofen wird nur am nördlichen Ortsrand berührt, es geht gleich wieder steil aufwärts in die Weinberge. Am Wegweiser Schilfloch (280 m) ist es möglich, direkt zur aussichtsreichen Ölberg-Kapelle (Lage) zu wandern (1 km). Der Weg führt unten in Ehrenstetten an der Kirche vorbei. Wieder oberhalb am Berg ist am Wegweiser Bei den Himmelsstäpfle (310 m) ein empfehlenswerter Abstecher noch weiter aufwärts zur Ölberg-Kapelle möglich (0,5 km), oder geradeaus zu den Steinzeithöhlen (1 km). Das Wiiwegli folgt für eine kurze Strecke an einem Berghang gelegenen schmalen Pfad hinunter zum Bach Möhlin. Die von Bollschweil kommende Landesstraße 122 wird danach überquert, nach etwa einem Kilometer trifft das Wiiwegli auf den Bettlerpfad und eine Lourdes-Grotte (Lage).
Nach wenigen Gehminuten verlässt das Wiiwegli gemeinsam mit dem Bettlerpfad den in Richtung Lehenhof führenden Weg, orientiert sich nach rechts, folgt nun einen sich schlängelnden, schmalen Pfad im Wald zur Wegkreuzung Breitwasen. Der historische Bettlerpfad verläuft weiter südlich und geradeaus über Wiesen zur Wegkreuzung Wolfsberggraben. Das Wiiwegli zweigt jedoch nach links ab und nimmt einen kleineren Umweg. Ein Grab der Alemannen aus dem 6. bis 8. Jahrhundert kann am linken Wegesrand in etwa 800 m nach dem Wegweiser Norsinger Grund (325 m) und vor Ambringer Grund (325 m) besichtigt werden. Nach der Vereinigung mit dem Bettlerpfad kommt das Wiiwegli nach dem Rothof (340 m) auf einer asphaltierten Straße zur St.-Gotthardhof-Kapelle (Lage) mit einem Gasthof.

Blick auf den Schlossberg von Staufen und die Burgruine

Ab dem St. Gotthardhof ergibt sich ein Panorama zum Batzenberg, in das Rheintal, auf den Schlossberg von Staufen und die Burgruine. Abschließend verbleibt das Wiiwegli auf dem Sträßchen hinunter nach Staufen. Am Wegweiser Bötzen (335 m) geht es auch direkt zur Burgruine (0,8 km). Das Etappenende ist am Rathausplatz in Staufen erreicht.

### Zweite Etappe: Staufen – Müllheim

#### Übersicht
- Distanz: ca. 18,5 km
- Gehzeit: ca. 5 Stunden
- Schwierigkeit: leicht bis mittel

| Ort/Sehenswürdigkeit | Strecke (km) | Höhe (m ü. NHN) | Weitere Informationen                      |
| -------------------- | ------------ | --------------- | ------------------------------------------ |
| Staufen              | 0,0          | 286             | Rathausplatz                               |
| Grunern              | 1,8          | 288             | Altes Rathaus                              |
| Ballrechten          | 2,5          | 347             | Wegweiser Ziegelhof Ortseingang östlich    |
| Vorderer Castellberg | 1,6          | 368             | Aufstieg zum Burgrest Kastelberg in 0,8 km |
| Sulzburg             | 1,2          | 335             | Marktplatz Abzweigung Bettlerpfad          |
| Freusig              | 0,9          | 385             |                                            |
| Auf der Wurmisholen  | 1,4          | 335             |                                            |
| Muggardt             | 1,1          | 375             | Abzweigung Bettlerpfad                     |
| Britzingen           | 2,2          | 335             | Wegweiser Krebsmatt Ortseingang südöstlich |
| Philippslinde        | 1,5          | 418             |                                            |
| Römerberg            | 0,8          | 425             | Panorama auf Badenweiler                   |
| Niederweiler         | 1,8          | 296             | Alte Landstraße                            |
| Müllheim             | 1,7          | 265             | Wegweiser Schwimmbad                       |

#### Wegbeschreibung

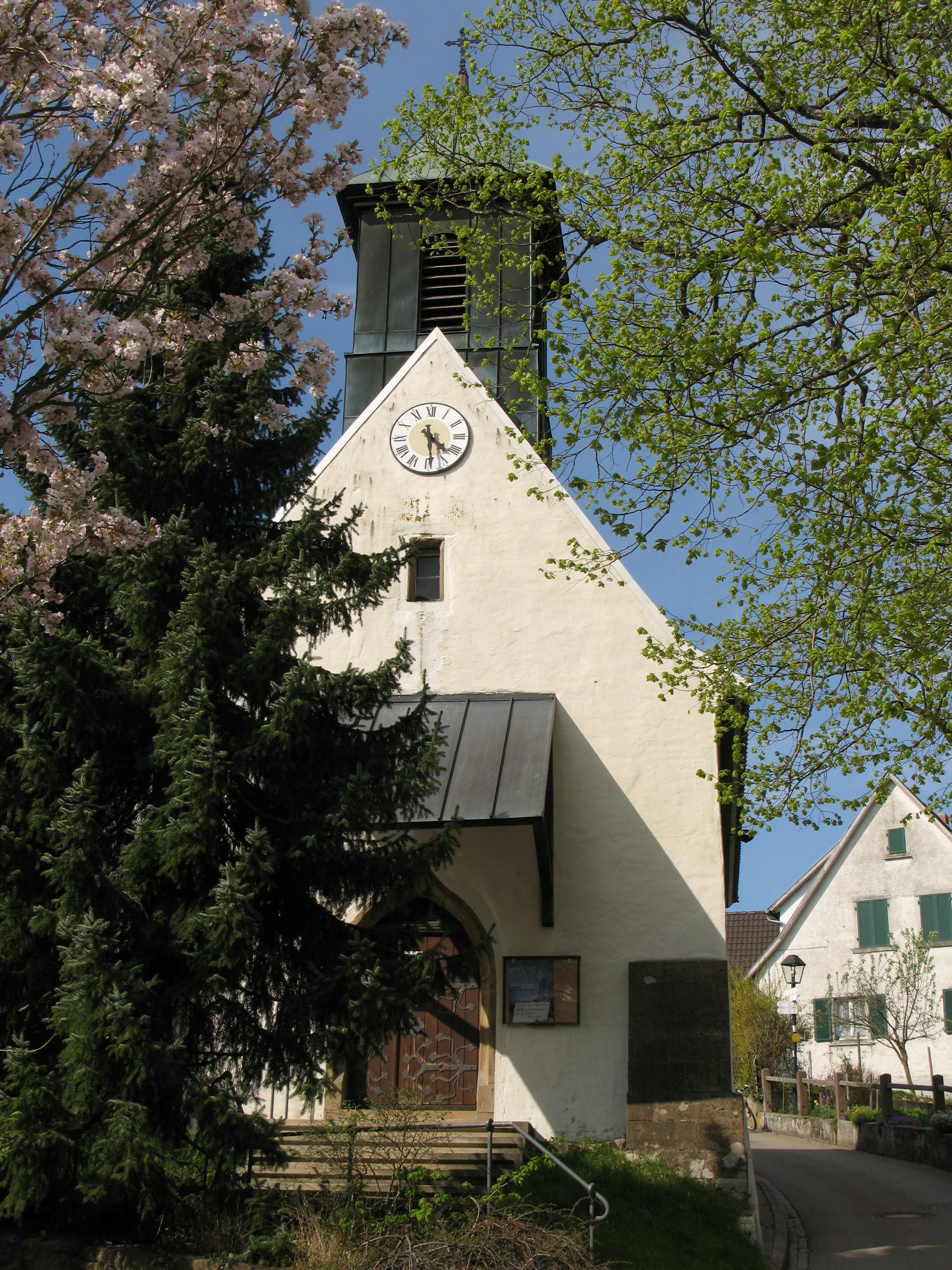
Evangelische Kirche in Muggardt

Die zweite Etappe des Wiiweglis nimmt seinen Anfang in Staufen am Rathausplatz (Lage) und führt nach einem kurzen Wegstück beim Neumagen südlich zur nächsten Ortschaft Grunern. Der Weg steigt in Grunern an, verläuft am westlichen Rand des Fohrenbergs entlang durch Weinreben bis zum südlichen Ende des Berges, dann leicht bergab, wo der östliche Ortseingang von Ballrechten erreicht wird. Am Ziegelhof führt das Wiiwegli auf den direkt am Waldrand des Castellbergs befindlichen Panoramaweg bergauf (Sicht in die Rheinebene und später auf Sulzburg). Der Panoramaweg ist mit Trockenmauern und zahlreichen Sitzgelegenheiten gesäumt. Am Wegweiser Vorderer Castellberg ist ein Abstecher zum Castellbergturm möglich (0,8 km).

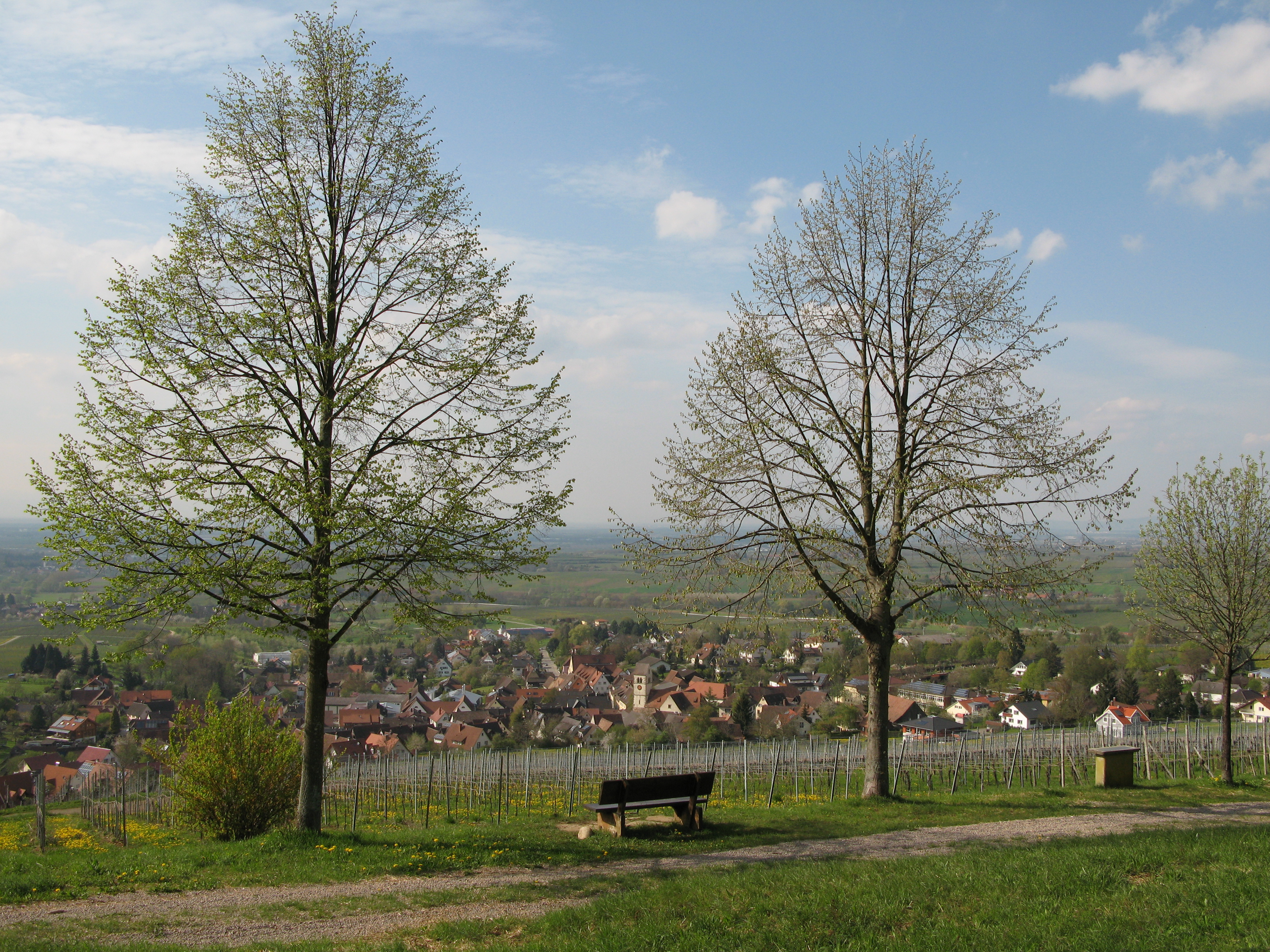
Panorama auf Britzingen am Wegesrand

In Sulzburg führt die Strecke teilweise durch kleine Sträßchen und Gassen durch, kommt dabei an einer Synagoge vorbei. Nach dem Durchgang durch das Stadttor zweigt die Strecke nach links ab (Brücke über den Fliederbach). Auf einem schmalen und steilen Pfad geht es hoch in das Waldgebiet Freusig, mit einem Panorama auf Sulzburg, den Castellberg, Ballrechten-Dottingen und weit im Hintergrund auf den Kaiserstuhl. Der Weg nach Muggardt richtet sich am Waldrand und verweilt dabei oberhalb Laufens weitestgehend in den Weinreben.
Auf dem Wegstück nach Muggardt findet sich linker Hand am Waldrand eine größere Schutzhütte. Das Dorf Muggardt liegt gut versteckt, dabei trifft das Wiiwegli am oberen Ortsrand wieder auf den Bettlerpfad. Beide Wege führen hinab durch das Dorf an der kleinen Kirche vorbei. Am Wegweiser Kleematt (345 m) trennen sich wieder die beiden Wege; der Bettlerpfad nimmt den Weg nach links oben in Richtung Tannwald, wohingegen das Wiiwegli in Richtung Britzingen gelenkt wird. Kurz vor dem Wegweiser Sonnhole liegt eine weitere Schutzhütte auf dem Weg. Britzingen wird lediglich am südöstlichen, oberen Ortsrand berührt.
Vor dem Weg hoch zur Philippslinde (Lage) muss eine kleine Britzingen mit Badenweiler verbindende Straße überquert werden. Das Wiiwegli zweigt nach kurzer Strecke ab dem Wegweiser Krebsmatt nach rechts unten durch Weinreben zu einer Schutzhütte ab. An der Hütte führt der Waldweg linker Hand steil hoch zur Philippslinde. Der auf den gängigen Karten eingezeichnete Weg führt hingegen auf dem sandigen Feldweg direkt aufwärts in das Waldgebiet zur Philippslinde und ist um etwa 300 m kürzer. Die Philippslinde erinnert an einen Landesforstmeister, welcher sich bei seiner Tätigkeit bleibende Verdienste erworben hatte. Der Römerberg (Lage) bietet eine Sicht auf Badenweiler und den Hochblauen.
Der steile und aussichtsreiche Abstieg über den oberhalb Niederweilers liegenden Innerberg (406 m) nach unten bis zum Friedhof ist wieder durch Weinreben charakterisiert. Die Strecke verläuft auf Straßen bis unterhalb des Josberges. Am Waldrand führt die zweite Etappe schließlich hinein nach Müllheim. Vom Wegweiser Brunnmatt (275 m) sind es zur Stadtmitte etwa 0,6 km und zum Bahnhof noch 3,5 km. Die Etappe endet am Schwimmbad nach etwa 0,6 km.

### Dritte Etappe: Müllheim – Blansingen

#### Übersicht
- Distanz: ca. 20,1 km
- Gehzeit: ca. 5 Stunden
- Schwierigkeit: leicht

| Ort/Sehenswürdigkeit | Strecke (km) | Höhe (m ü. NHN) | Weitere Informationen                          |
| -------------------- | ------------ | --------------- | ---------------------------------------------- |
| Müllheim             | 0,0          | 265             | Wegweiser Schwimmbad                           |
| Riedboden            | 1,6          | 310             |                                                |
| Jägerdenkmal         | 0,8          | 343             |                                                |
| Roßberghütte         | 1,1          | 311             | Schutzhütte                                    |
| Auggen               | 1,2          | 260             | Wegweiser Bei der Kirche Rathaus in 0,3 km     |
| Roggenbach           | 2,6          | 300             |                                                |
| Schliengen           | 1,7          | 246             | Ortsmitte                                      |
| Kirschenhof          | 3,3          | 310             | Abstieg nach Bad Bellingen in ca. 1,2 km       |
| Lochacker            | 1,7          | 340             | Abstieg nach Bad Bellingen in ca. 1,4 km       |
| Kapelle Maria Hügel  | 0,9          | 350             |                                                |
| Stationenweg         | 1,7          | 342             | 14 Bildstöcke entlang des Weges                |
| Römerstraße          | 1,6          | 370             |                                                |
| Blansingen           | 1,9          | 381             | Wegweiser Am Grasenweg Ortsmitte in ca. 0,8 km |

#### Wegbeschreibung
Während der dritten Etappe ändert sich der Wegverlauf und orientiert sich an den weiter westlich gelegenen Rhein, verlässt dabei den Schwarzwaldrand und überquert dabei einige Vorberge. Der Weg nimmt seinen Anfang in Müllheim beim Schwimmbad im Ziegleweg (Lage), das südöstlich der historischen Innenstadt liegt.
Die Strecke führt zunächst entlang des Klemmbachs westlich, später in Wohngebiete hinein und dann durch zahlreiche Schrebergärten auf den Weinberg Luginsland. Ein kleiner Rundweg führt oben auf dem Luginsland zu einer mit einer Sitzbank umgebenen prächtigen Linde (Lage), und danach bis zum Jägerdenkmal (343 m), einem kleinen Turm (Lage). Auf diesem Wegstück in Richtung Süden eröffnet sich immer wieder ein Panorama auf Müllheim, den Blauen im Osten und westlich in die Rheinebene bis zu den Vogesen. Das Wiiwegli bleibt dabei weiter auf dem Weinberg und führt bis zur Roßberghütte (311 m). Danach richtet sich der Weg etwas südwestlich und kommt in das nächste Winzerdorf Auggen hinunter. Südlich in Auggen steigt der Weg wieder hinein in die Weinreben an, die Strecke verläuft westlich am Berghang. Nach knapp 3 Kilometern geht es hinunter in die Ortsmitte von Schliengen.
Die Charakteristik des Wiiweglis durch die Kulturlandschaften ändert sich grundlegend auf der weiteren Strecke von Schliengen bis Blansingen und darüber hinaus bis in Richtung Efringen-Kirchen. Überwog bis Schliengen das Landschaftsbild des Weinanbaus, ist jetzt die Strecke eher geprägt von Wiesen, Obstplantagen, kleineren Waldgebieten und von Landwirtschaft.
In der Ortsmitte von Schliengen führt der Weg an einer Gedächtniskapelle vorbei, steigt danach nordwestlich am Guldenknopf an. In den Weinreben liegt der Verlauf der Strecke noch gut unterhalb der Römerstraße, die Schliengen direkt mit Bamlach verbindet. Weiter südlich am Berghang gelegen ist unten das nördliche Portal des Katzenbergtunnels der Rheintalbahn erkennbar. Der Weg schlängelt sich dabei leicht an einem Naturschutzgebiet vorbei bis zum Kirschenhof. Ab dort wäre nach etwa einem Kilometer bergab Bad Bellingen als alternatives Etappenziel erreicht.

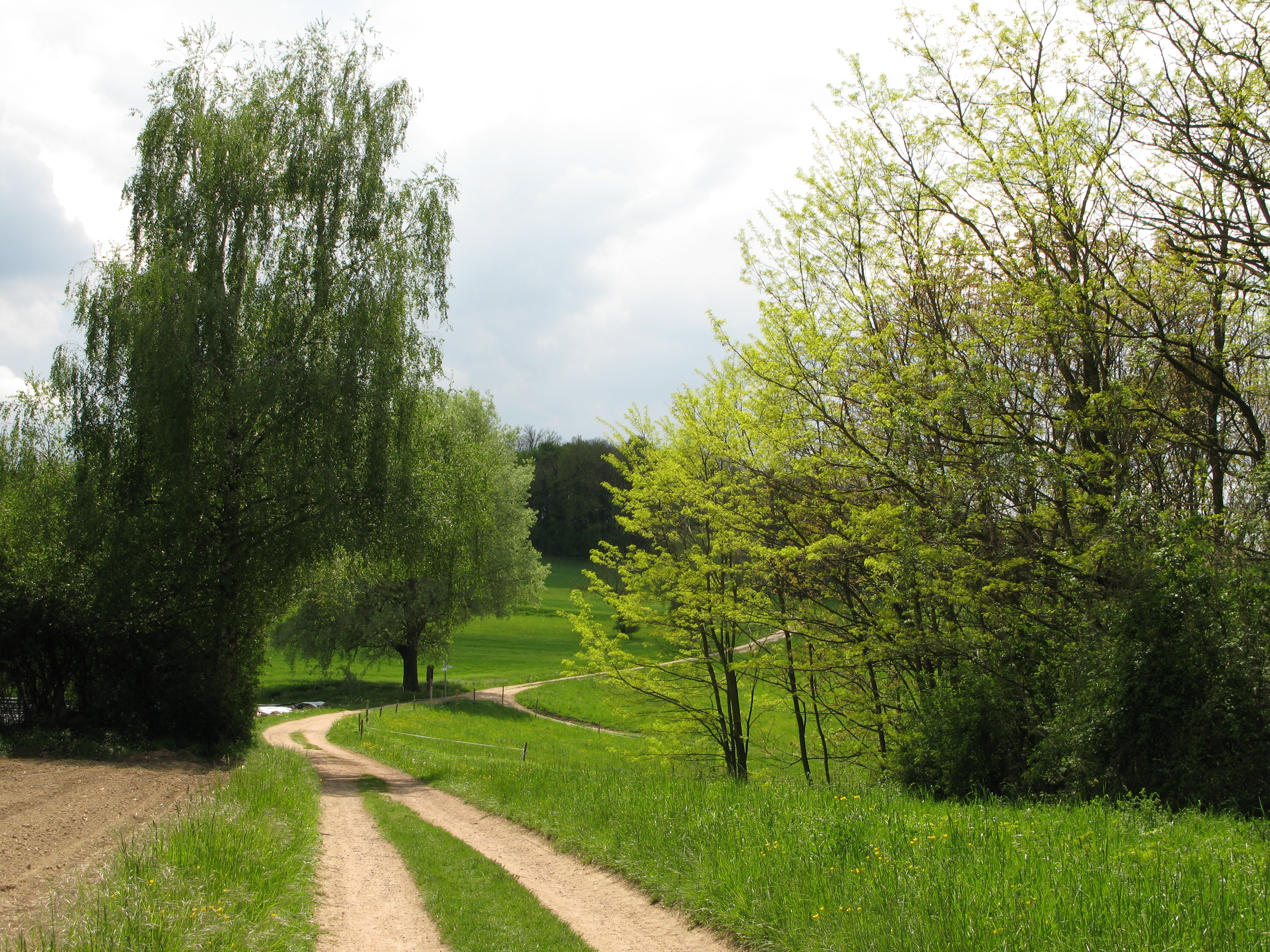
Auf dem Stationenweg bei Bamlach

Nach der Überquerung der Hertinger Straße, welche Bad Bellingen mit der Bundesstraße 3 verbindet, steigt das Wiiwegli weiter etwas an. Es werden ein Golfplatz und ein Teich passiert. Der Weg schlängelt sich dabei immer noch unterhalb der Römerstraße. Ein  schmaler in einem kleinen Waldgebiet liegenden Pfad führt zur Kapelle Maria Hügel (Lage).
Der weitere Verlauf der Strecke liegt jetzt auf der Römerstraße, wobei der erste Abschnitt auf dieser Straße bis zum Wegkreuz Bamlach (333 m) asphaltiert ist. Entlang des folgenden, gut einen Kilometer langen Stationenweges (Lage) sind 14 Bildstöcke aufgestellt. Der Abschluss des Stationenweges bildet ein in einem kleinen Waldgebiet und am höchsten Punkt gelegenes Kreuz. Auf diesem Abschnitt sind immer wieder Blicke in das Rheintal, zu den Vogesen mit dem Großen Belchen und zum südlichen Schwarzwald möglich.
Am Wegschild Römerstraße verlässt das Wiiwegli die direkt nach Blansingen führende Straße nach rechts. Es geht dabei auf einem steinigen Weg etwas hinunter zum Naturschutzgebiet Buchholz (350 m). Parallel zum Waldrand kommt der teilweise mit Gras zugewachsene Weg entlang Obstbaumplantagen wieder in die Weinreben und anschließend oberhalb von Kleinkems zum westlichen Ortsrand von Blansingen. In die Ortsmitte sind es vom Wegweiser Am Grasenweg noch etwa 0,8 km.

### Vierte Etappe: Blansingen – Weil am Rhein

#### Übersicht
- Distanz: 20,8 km
- Gehzeit: ca. 5 bis 6 Stunden
- Schwierigkeit: leicht

| Ort/Sehenswürdigkeit | Strecke (km) | Höhe (m ü. NHN) | Weitere Informationen              |
| -------------------- | ------------ | --------------- | ---------------------------------- |
| Blansingen           | 0,0          | 381             | Wegweiser Am Grasenweg             |
| Huttingen            | 3,5          | 382             | Sportplatz Ortsmitte in ca. 0,5 km |
| Huttinger Kreuz      | 1,5          |                 | Blick auf Basel                    |
| Enge                 | 1,7          | 269             | Querung B 3                        |
| Britschen            | 1,8          | 315             | Britschenhöfe                      |
| Kirchener Letten     | 1,5          | 274             | Schutzhäuschen                     |
| Schützenhaus         | 1,4          | 345             | Läufelberg                         |
| Kaiserhölzle         | 1,6          | 339             |                                    |
| Hinkelstein          | 0,9          | 361             | Schutzhäuschen mit Grillplatz      |
| Binzen               | 1,7          | 274             | Ortsmitte mit Bushaltestelle       |
| Ötlingen             | 1,6          | 362             | Oberdorf                           |
| Tüllinger Weg        | 1,5          | 350             | Panoramaweg am Tüllinger Berg      |
| Weil am Rhein        | 2,1          | 283             | Altweil Lindenplatz                |

#### Wegbeschreibung
Die letzte Etappe beginnt in Blansingen, am Wegweiser Am Grasenweg (Lage) und führt etwas am westlichen Berghang hinunter. Von einem oberhalb von Kleinkems am Berghang gelegenen Schutzhäuschen (Grillplatz) ist ein Blick in das Rheintal der Flughafen Basel-Mülhausen erkennbar. Der Weg schlängelt sich am Hang entlang weiter südlich in Richtung eines alten Steinbruchs und dann wieder zurück in Richtung der Römerstraße. Unmittelbar vor der Straße führt der Weg nach rechts durch Obstplantagen, ist dabei auf einem kurzen Abschnitt als Weg kaum identifizierbar, bleibt dabei parallel zur Straße, bis der Sportplatz von Huttingen erreicht wird.

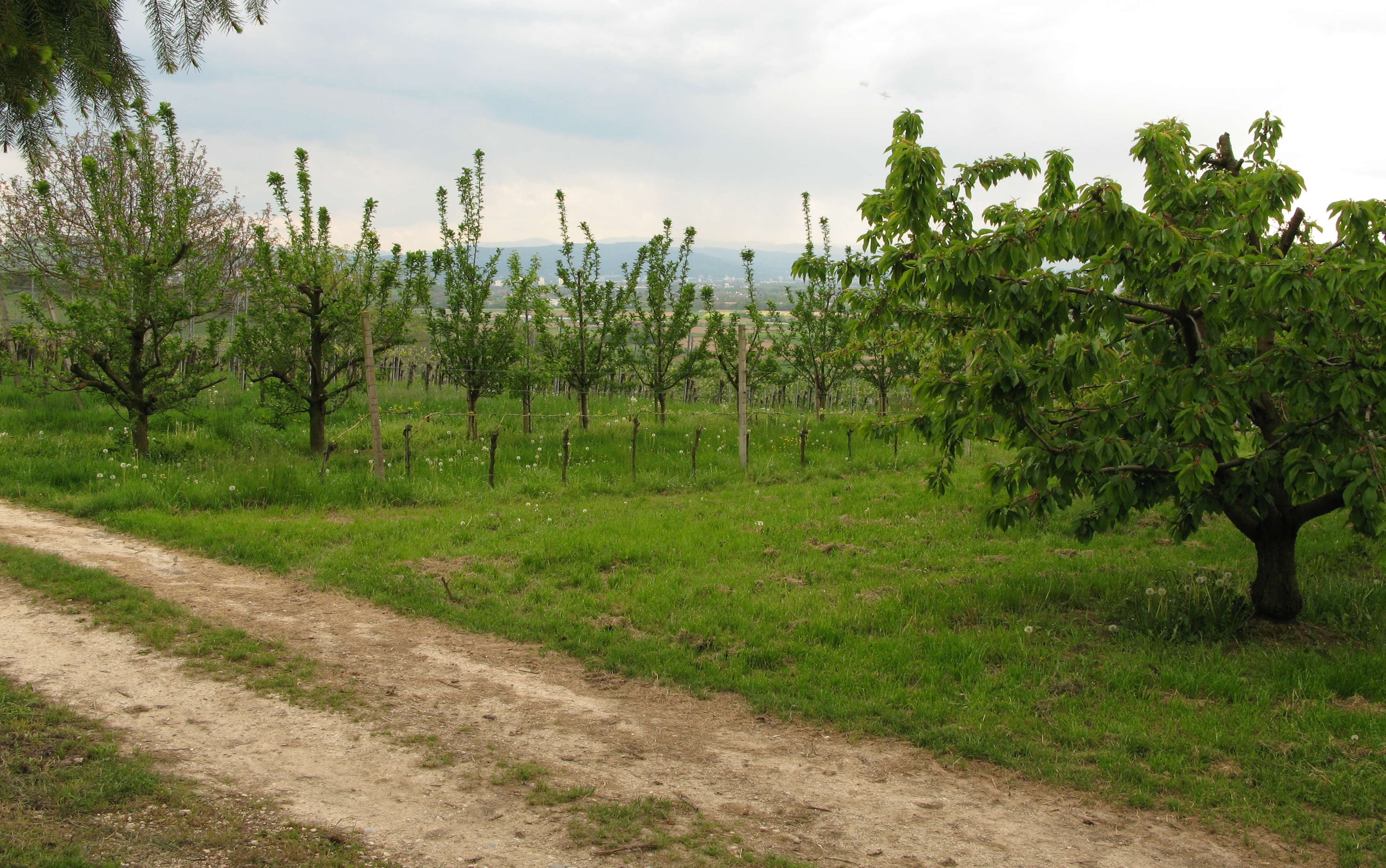
Bei der Fischerhütte oberhalb Fischingen am Läufelberg

Das anschließende Wegstück läuft auf der asphaltierten Straße nach Süden, bleibt oberhalb des Kalkwerkes von Istein, wo der Weg wieder mit sandigem Untergrund versehen ist. Am Huttinger Kreuz (Lage) ist erstmals ein Blick auf Basel möglich. Die Strecke richtet sich oben am Schafberg nach Osten aus. Am Wegpunkt Am Tannenrain (360 m) geht es in einen Wald hinein, teilweise auch steiler hinunter zur B 31, wo diese überquert wird.
Der weitere Verlauf des Wiiweglis führt in Richtung der Britschenhöfe, dann weiter auf einer kleinen Straße wieder hinunter zur Etzelbrücke (273 m), wo die Kreisstraße 6351 überquert wird. An einem unterhalb des Läufelberges gelegenen Schutzhäuschen geht es schließlich auch wieder in die Weinreben. Oben am Läufelberg kommt das Wiiwegli an einem Schützenhaus und an der inmitten von Obstplantagen liegenden Fischerhütte vorbei. Auf dem Weg durch die Weinreben und in Richtung Binzen ergibt sich oft ein Panorama auf die Kulturlandschaften am Läufelberg, weiter nach Basel und bis hin zu den Ausläufern des Schweizers Juras. Ein kleiner Hinkelstein ist an einem größeren Schutzhäuschen (Lage) mit einer Grillstelle am Wegpunkt Hinkelstein (361 m) aufgestellt. Von dort geht es auf einem asphaltierten Wirtschaftsweg hinunter nach Binzen.

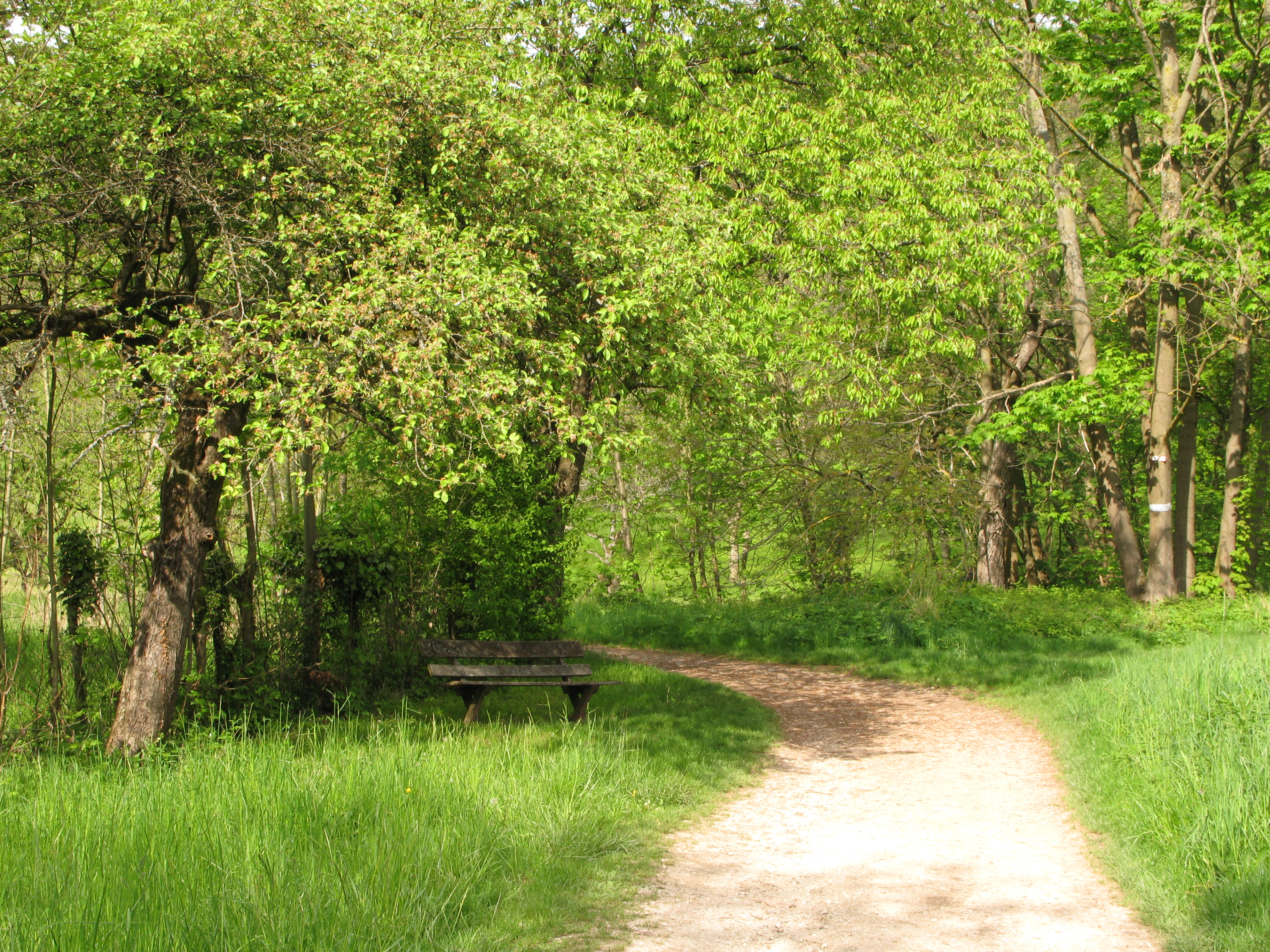
Wegverlauf am Tüllinger Berg

Das Dorf Binzen wird unmittelbar im Ortskern durchquert, wo am südlichen Dorfrand die Autobahn 98 überspannende Fußgängerbrücke auf dem Weg liegt. Die Strecke zum Dorf Ötlingen ist jetzt wieder ansteigend. Der Weg durchläuft Ötlingen vom Unterdorf bis zum Oberdorf, wo im oberen Dorfteil das bekannte Café Inka anzutreffen ist. Die Charakteristik der Landschaft ab Ötlingen auf dem letzten, etwa 3,5 km langen Wegstück ändert sich oben am Tüllinger Berg in Richtung Weil am Rhein. Neben Weinreben zu Beginn dominieren ebenfalls Streuobstwiesen, Wald und auf dem Stück nach unten auch zahlreiche Schrebergärten. Vom Wegschild Tüllinger Weg (350 m) ist nach einem guten Kilometer ein Abstecher zum aussichtsreichen Tüllinger Lindenplatz möglich, mit Anschluss an den Westweg. Der Abstieg vom Tüllinger Berg durch die Schrebergärten ist teilweise steiler und verzweigt. Das Markgräfler Wiiwegli findet letztlich am Altweiler Lindenplatz (Lage) seinen Abschluss.